# مجموعه یهودی محله
مجموعه یهودی محله مربوط به هزاره اول قبل از میلاد - دوره تیموریان است و در شهرستان رودسر، بخش رحیم‌آباد، روستای پتنک واقع شده و این اثر در تاریخ ۱۹ مرداد ۱۳۸۴ با شمارهٔ ثبت ۱۲۸۱۳ به‌عنوان یکی از آثار ملی ایران به ثبت رسیده‌است.